# Формообразование (лингвистика)
Формообразова́ние — образование грамматических форм одного слова. Противопоставляется словообразованию, связывающему разные слова с общим корнем.

## Значения термина
В зависимости от того, какие формы считаются относящимися к одному слову, различается понимание термина «формообразование». Если к одному слову относить формы с общим номинативным (отражающим внеязыковую действительность) значением, но неодинаковыми синтаксическими (отражающими синтаксические возможности словоформ), формообразование сближается со словоизменением.
При другом подходе к формообразованию относят формы, различающиеся исключительно грамматическими (иначе говоря, выражаемыми обязательно) значениями. В таком случае пары наподобие рус. отучить — отучивать, при первом подходе описываемые как связанные словообразовательным отношением, попадают в сферу формообразования. Иногда к формообразованию причисляют формы с регулярным способом образования (таковы, к примеру, английские наречия с суффиксом -ly, образуемые от любого прилагательного).
Существует и подход, при котором формообразование относится к формам, различающимся значениями несинтаксических грамматических категорий, то есть номинативными значениями (формы числа, вида или каузатива). Здесь формообразование занимает промежуточное положение между словообразованием и словоизменением, что позволяет рассматривать в отдельности морфологические средства выражения для каждого из трёх типов явлений. Это даёт возможность выявлять важные типологические черты языков; так, в славянских языках синтаксические грамматические значения как правило выражаются флексиями, в то время как категории вида присущи иные средства выражения: чередования в корне, суффиксация и префиксация. К такой трактовке примыкает понимание формообразования как такого словоизменения, которое, в отличие от собственно словоизменения, использующего флексии, осуществляется с помощью суффиксов или служебных слов.